# Synagoga v Bytči
Synagoga v Bytči je synagoga nacházející se v okresním městě Bytča na Slovensku.
Synagoga byla postavena v roce 1886 na podnět barona Poppera. Během druhé světové války došlo ke zničení jejího interiéru. V současnosti je budova opuštěná a postupně chátrá.
Cihlová budova byla postavena na půdorysu tvaru T v novorománském stylu. Průčelí zdobí četné umělecké a geometrické ozdobné prvky. Interiér stavby je tvořen trojlodním prostorem s galerií nad hlavním vchodem.